# The Woman in Me (Needs the Man in You)
«The Woman in Me (Needs the Man in You)» [en español «La Mujer en Mi (Necesita el hombre en ti)»] es una canción escrita y producida por la cantante canadiense Shania Twain y el productor Robert Lange para su segundo álbum The Woman in Me (1996). La canción es la pista que le da el nombre al álbum. Se lanzó cómo tercer sencillo en agosto de 1995, convirtiéndose en el tercer top 20 de Twain en la lista de canciones Country en Estados Unidos. A pesar de que la canción no tuvo tanto éxito cómo sus otros sencillos, también fue incluida en la recopilación de Twain Greatest Hits (2004).

## Revisión
La revista Billboard dio una revisión mixta a la canción diciendo que "parece tener algo de impulso en el coro, pero en los versos parece no tener suficiente alcance vocal para cantar ésta canción".

## Vídeo Musical
El videoclip de "The Woman in Me" se filmó en El Cairo, Egipto durante la primera semana de julio de 1995 bajo la dirección de Markus Blunder. En el vídeo se puede observar a Twain cabalgando en medio del desierto a través de las pirámides y andando en bote en el río Nilo. 
El vídeo se puede encontrar en el DVD de Twain The Platinum Colletion.

## Recepción
«The Woman in Me» debutó en el Billboard Hot Country Singles & Tracks en la semana del 12 de agosto de 1995 en el número 65. Hasta ese momento su debut más alto. Se mantuvo por 20 semanas en la lista y alcanzó su posición máxima el 4 de noviembre de 1995 en el número 12, donde permaneció durante una semana. "The Woman in Me (Needs the Man in You)" se convirtió en el tercer sencillo top 20 de Twain.

## Versiones de Audio
- Album Version (4:50)
- Radio Edit (3:57)
- Steel Guitarless Mix (4:50)
- Steel Guitarless Mix Radio Edit (4:03)

## Listas
| Listas                                         | Posición Alcanzada |
| ---------------------------------------------- | ------------------ |
| EE.UU Billboard Hot Country Singles & Tracks   | 14                 |
| EE.UU Billboard Bubbling Under Hot 100 Singles | 4*                 |
| Canadá RPM Country Singles                     | 1                  |

*Equivalente al #104 en el Hot 100.